# Белый, Анатолий Ефимович
Анатолий Ефимович Белый (10 декабря 1939 — 15 октября 2011) — учёный и коллекционер, основатель Минского городского культурно-просветительского клуба «Спадчына» и Стародорожского музея изобразительного искусства.

## Биография
Родился в 1939 году в Старых Дорогах (Минская область). В 1967 году окончил Белорусский государственный университет. С 1995-го года преподавал в БГУ Член Союза художников Беларуси, Союза белорусских писателей, профессор, дипломант Международного Кембриджского центра, Академии Евразии .

## Деятельность
Организовал в Беларуси, США и России выставки, посвященные Кастусю Калиновскому, Франциску Скорине, Максиму Богдановичу, родному языку, истории страны в художественных образах и портретах, медальерному искусству Беларуси. Издал ряд альманахов, книг и сборников документов, плакатов-календарей, каталогов, справочников, написал более 150 статей по истории белорусского искусства.
За свою деятельность на ниве национального возрождения и сохранения национального наследия Анатолий Белый был награждён орденом Кириллы Туровского, двумя грамотами митрополита Минского и Слуцкого, а также медалью имени Яна Масарика Министерства иностранных дел Чешской Республики.
Участник общественного объединения «Таварыства беларускай мовы імя Францішка Скарыны» и "Згуртавання беларусаў свету «Бацькаўшчына». Инициатор обращения в ЦК КПБ, Совет министров БССР и Верховный Совет БССР о чествовании 125-й годовщины январского восстания 1863 года под руководством Кастуся Калиновского. Около 400 произведений из своей коллекции передал в музеи Гомеля, Минска и Старых Дорог.
Благодаря усилиям Белого во дворике БГУ установлен ряд памятников выдающимся деятелям национальной культуры — Ефросинье Полоцкой, Кириллу Туровскому, Миколе Гусовскому, Франциску Скорине, Симону Будному и Василию Тяпинскому. Осенью 2007-го по инициативе Анатолия Белого создан памятный знак народному писателю Беларуси Василю Быкову. Знак установлен знак во дворе здания филологического факультета, расположенного в Минске на улице Карла Маркса. Организатор установки многих памятников, в том числе Максиму Богдановичу в Ярославле (Россия), Адаму Богдановичу в городском поселке Холопеничи Минской области, Ларисе Гениюш в городском поселке Зельва Гродненской области, Миколе Ермоловичу в Старых Дорогах и Молодечно Минской области.

### Стародорожский музей изобразительного искусства
Анатолий Белый собрал большую коллекцию произведений живописи, графики, медальерного и декоративного искусства (около трех тысяч единиц). На основе своей коллекции в 1990 году основал, а в 1999-м открыл в своей усадьбе в Старых Дорогах частный музей изобразительного искусства. Сегодня музей включает четыре здания и восемь залов, в которых экспонируется около 1.700 произведений.
В музее представлены выставки, посвященные властителям древней Беларуси и полководцам, деятелям белорусского национального возрождения и белорусской диаспоры, героям белорусского национально-освободительного движения, белорусским городам и памятникам архитектуры, художникам Западной Беларуси, просветителю и первопечатнику Франциску Скорине, классикам отечественной литературы Максиму Богдановичу, Янке Купале и Якубу Коласу. В музее находятся батальные картины, пейзажи, памятники зодчества, бюсты и медали, сделанные в честь выдающихся деятелей Отечества.
В музее, созданном Анатолием Белым, собрана уникальная коллекция материалов по истории Слуцкого восстания. Здесь же находится и памятник повстанцам. В музее открыта памятная доска в честь основателей Белорусской Народной Республики.
На территории музея находятся памятники Кресту Ефросиньи Полоцкой, героям Грюнвальдской битвы, борцам за родной язык, эмигрантскому поэту Анатолию Берёзку, отцу и сыну Богадновичам, Ларисе Гениюш и Николаю Улащику.

### Клуб «Спадчына»
В клубе разворачивалась деятельность по изучению, сбору и пропаганде ценностей Беларуси. Членами клуба были художники, скульпторы, писатели, специалисты других профессий. Проводились встречи, дискуссии, посвященные актуальным, не желауемым властями темам. В 2007 стараниями клуба был издан сборник «Мікола Ермаловіч», где размещены интервью известного историка, его стихи и знаменитые речи. Интервью, которые записал Анатолий Белый, публиковались впервые. В них Николай Ермолович открывается как поэт и диссидент.
С 2006-го в деятельности клуба появляется новое направление. В Интернет был создан сайт «Пакутнікі Беларусі», где собираются данные о жертвах сталинизма в Беларуси. В 2008-ом году, к девяностолетию объявления Белорусской Народной Республики в Интернет появилось виртуальное издание клуба, под названием «Адраджэнцы Беларусі». На сайте отображаются этапы жизни соотечественников, в самых сложных условиях развивавших культуру и искусство, пропагандировавших и отстаивавших права родного языка.